# Amateur (álbum)
Amateur es un álbum de compilaciones y rarezas de Attaque 77, lanzado en mayo de 2002. Contiene canciones inéditas y versiones en vivo. 
De este disco salen los videoclips de "Volver a empezar", "America (vivo)" y "La colina de la vida (vivo)" (con León Gieco)  (Video inedito en vivo en el estadio Obras en 1999).

## Canciones
| #  | Canción                                               | Intérprete original y/o compositores        | Duración |
| -- | ----------------------------------------------------- | ------------------------------------------- | -------- |
| 1  | Con los puños                                         | Ciro Pertusi, Martínez, Scaglione, De Cecco | 04:42    |
| 2  | Onírico (vivo)                                        | Ciro Pertusi                                | 03:38    |
| 3  | Road rage                                             | Attaque 77 con Marky Ramone                 | 02:11    |
| 4  | Crimen perfecto                                       | Ciro Pertusi, Martínez, Caffieri            | 02:33    |
| 5  | Titanes en el ring                                    | Cosens, Malvicino, Villarino                | 02:14    |
| 6  | Un día de invierno                                    | Palito Ortega                               | 02:18    |
| 7  | Atravesando el aire                                   | Ciro Pertusi                                | 05:40    |
| 8  | Pinini Reggae                                         | Sumo                                        | 04:17    |
| 9  | Volver a empezar (versión demo)                       | Ciro Pertusi, Martínez                      | 03:51    |
| 10 | Me siento mal                                         | Ciro Pertusi                                | 01:16    |
| 11 | Herminda de la victoria                               | Víctor Jara                                 | 04:15    |
| 12 | Anormalidades (vivo)                                  | Superuva                                    | 02:51    |
| 13 | Cosas que suceden (vivo)                              | Ciro Pertusi, Scaglione                     | 03:10    |
| 14 | Jorobadito en el metro (fragmento de "El jorobadito") | Jorge Serrano                               | 01:05    |
| 15 | Can I sit next to you girl                            | AC/DC                                       | 03:38    |
| 16 | El ciruja (primera versión)                           | Ciro Pertusi, Martínez                      | 03:18    |
| 17 | América (vivo)                                        | Ciro Pertusi                                | 04:33    |
| 18 | Yo te amo                                             | Ciro Pertusi                                | 02:29    |
| 19 | Falsas esperanzas                                     | Ciro Pertusi                                | 02:13    |
| 20 | La colina de la vida (vivo)                           | Attaque 77 con León Gieco                   | 04:33    |
| 21 | Ángeles de las tinieblas                              | V8                                          | 02:38    |
| 22 | Espadas y serpientes (Radio Olmos)                    | Ciro Pertusi                                | 03:58    |
| 23 | Hacelo por mil (versión hardcore de "Hacelo por mi")  | Ciro Pertusi, Martínez                      | 03:14    |
| 24 | El auto                                               | Ciro Pertusi, Martínez                      | 02:12    |

## Miembros
- Ciro Pertusi: Voz líder y guitarra rítmica.
- Mariano Martínez: Guitarra líder, coros y voz.
- Luciano Scaglione: Bajo y coros.
- Leo De Cecco: Batería.
- Martín Bosa: Teclados.

- Datos: Q5671927